# Стојићевићи
Стојићевићи воде порекло од војводе поцерске кнежине шабачке нахије Милоша Стојићевића Поцерца (1776-1811) и његове браће војводе поцерске кнежине шабачке нахије Јанка Стојићевића и поцерског капетана Ђуке Стојићевића.

### Порекло
Стојићевићи су се из Херцеговине најпре иселили у Сремску Митровицу, а потом су прешли у Поцерину, у Врањску.
Филип и Илинка Стојићевићи имали су три сина Милоша, Јанка и Ђуку Стојићевића.
Илинку Стојићевић, мајку Милоша, Јанка и Ђуке Стојићевића у време турске офанзиве у западној Србији 1806. одвели су Турци у ропство.

### Војвода Милош Стојићевић Поцерац (1776-1811)
Војвода поцерске кнежине шабачке нахије (од 1806) Милош Стојићевић Поцерац, из Врањске, поцерска кнежина, погинуо 1811. приликом гоњења криминалаца. За војводу поставио га Карађорђе 1806.

### Војвода Јанко Стојићевић Поцерац
После смрти војводе Милоша Поцерца 1811. за војводу поцерске кнежине шабачке нахије постављен је његов млађи Јанко Стојићевић Поцерац. Јанко Стојићевић је заробљен 1813. код Лешнице и тада је турска војска задобила мач Кулин-капетана, који је од 1806. био ког војводе Милоша Поцерца.

### Капетан Ђука Стојићевић Поцерац
Капетана поцерског Ђуку Стојићевића Поцерца, убиле су присталице књаза Милоша, у време Катанске буне 1844. у Шапцу.

#### Милан Ђ. Стојићевић, окружни начелник
Милан Ђ. Стојићевић, окружни начелник 1. кл. округа алексиначког, одликован Таковским крстом 2. реда (1.1.1890).
Имао је сина који је погинуо у српско-турском рату.

##### Поручник Ђорђе М. Стојићевић
Унук војводе Милоша Стојићевића Поцерца, син Милана Ђ. Стојићевића, поручник Ђорђе Стојићевић (1857-1878), погинуо у српско-турском рату 1878.

### Поцерска кнежина шабачке нахије
Пре војводе Милоша Стојићевића Поцерца кнезови поцерске кнежине шабачке нахије били су Марковићи из Грушића. Милош Стојићевић је пре 1806. био писар код обор-кнеза поцерске кнежине шабачке нахије Илије Марковића.
Обор-кнез поцерске кнежине шабачке нахије Илија Марковић био је члан Правитељствујушчег совјета за шабачку нахију од 1805. и председника Великог (Врховног) суда (од 1811), кнеза шабачке нахије (1815) и члан народне канцеларије у Београду, који је као члан српске делегације провео у Цариграду седам година, од 1820. до 1827.
Кнез Илија Марковић у договору са војводом Јаковом Ненадовићем, у време турске офанзиве у западној Србији 1806, пре Мишарске битке, у циљу успоравања турских снага договарао се са њима о сарадњи мачванских и поцерских кнезова и кметова. Кад је Карађорђе дошао у западну Србију кренуо је у Грушић где код куће кнеза Илије Марковића одржавао састанак кнезова и кметова који су започели колаборацију са босанским турским снагама. У Грушићу је по Карађорђевом наређењу убијено неколико кнезова и кметова који су сарађивали са Турцима. Да би спасао живот кнезу Илији Марковићу, Цинцар-Јанко Поповић је, у договору са војводом Јаковом Ненадовићем стигао у Грушић пре Карађорђа и на време склонио кнеза Илију Марковића. Међутим, у уверењу да је кнез Илија Марковић сарадник турских власти, Карађорђе га је у одсуству развластио и на место војводе поцерксе кнежине шабачке нахије поставио дотадашњег писара кнеза Илије, Милоша Стојићевића Поцерца. Касније кнез Илија заузима одговорне и високе положаје у Србији, али није могао да добије натраг своју кнежину. Покушај да поврати кнежину у договору са војводом Луком Лазаревићем завршио је неуспехом и Карађорђевом оштром ракцијом.